# Ilmen

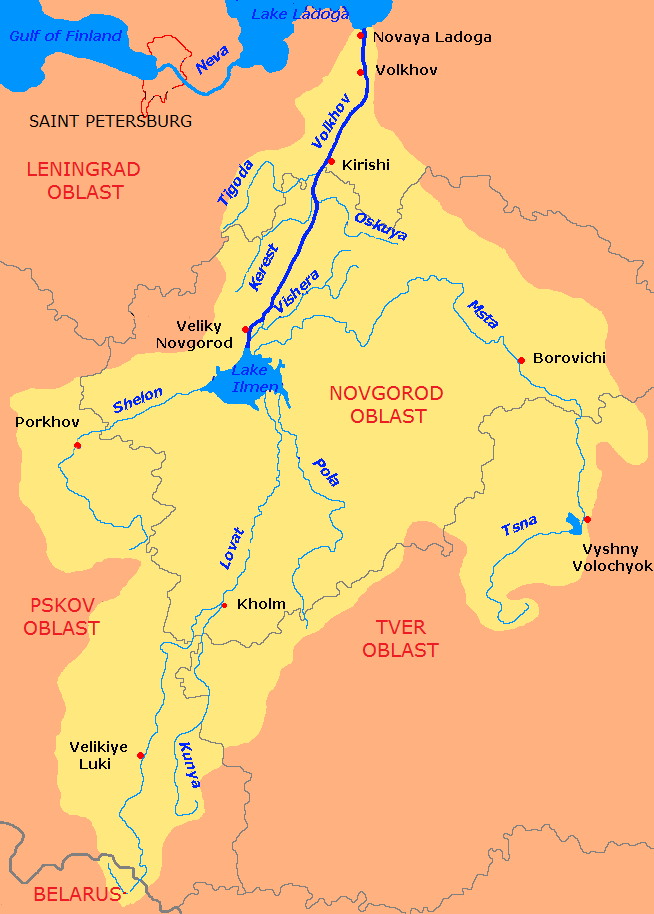
Położenie na mapie regionu

Ilmen (Ilmień, ros. Озеро Ильмень, fin. Ilmajärvi) – jezioro w północno-zachodniej Rosji (obwód nowogrodzki).
Jest zasilane w wodę przez 52 rzeki, a wypływa z niego jedynie rzeka Wołchow, która odprowadza wody do jeziora Ładoga. Jego powierzchnia jest zmienna, w zależności od poziomu wód – średnio 982 km² (w granicach 733–2090 km²).